# Ozyptila sakhalinensis
Ozyptila sakhalinensis är en spindelart som beskrevs av Ono, Marusik och Dmitri Viktorovich Logunov 1990. Ozyptila sakhalinensis ingår i släktet Ozyptila och familjen krabbspindlar. Inga underarter finns listade i Catalogue of Life.